# Vallisneria longipedunculata
Vallisneria longipedunculata là một loài thực vật có hoa trong họ Hydrocharitaceae. Loài này được X.S.Shen mô tả khoa học đầu tiên năm 2000.